# سن-لورن
شهر سن-لورن (به فرانسوی: Sint-Laureins) در شهرستان اکلو  در استان فلاندری شرقی  در منطقه فلاندری در کشور بلژیک واقع شده‌است.